# Volvo S90
El Volvo S90 es un automóvil de lujo que el fabricante sueco Volvo Cars produce desde el año 2017. El S90 es el vehículo insignia de Volvo. Es un cinco plazas con motor delantero transversal, caja automática de 8 velocidades con tracción permanente en las cuatro ruedas. Construido bajo la plataforma mecánica SPA (Scalable Product Architecture), compartida con la Volvo XC90 de segunda generación.
El S90 se presentó en el Salón del Automóvil de Detroit de 2016. Si bien no es un sucesor directo del S80 de segunda generación, el S90 lo reemplaza como el sedán insignia en la línea de productos de Volvo. Hay varios niveles de equipamiento disponibles, desde Momentum hasta el tope de gama Inscription. Entre los rivales de la industria se encuentran el Audi A6, BMW Serie 5, Jaguar XF, Lexus GS, Lexus ES, y el Mercedes-Benz Clase E.
Todos los motores son de 2 litros, 4 cilindros en línea en gasolina o diesel. Su versión en gasolina más potente es el T6 (nomenclatura comercial) que equipa un turbocompresor y sobrealimentador que genera 320 hp a las 5700 rpm y 400 N⋅m (300 lb⋅ft) de torque entre las 2200 y 5400 rpm. Los gasolina también se ofrecen en variantes de 190 y 250 hp (nomenclatura T4 y T5 respectivamente), mientras que los diesel se comercializan exclusivamente en el mercado europeo con 150, 190 y 235 hp (D3, D4 y D5). Estos motores cuentan con la tecnología PowerPulse, con la que se consigue reducir el tiempo de respuesta del turbo. Además, se ofrece una versión híbrida enchufable (T8), equipada con el motor a gasolina de 2,0 litros y 320 hp (T6), más un sistema eléctrico de 100 hp.